# Dehidrogénezés
A dehidrogénezés olyan kémiai reakció, melynek során egy szerves vegyületből hidrogént távolítanak el – az ellentétes folyamat a hidrogénezés. Fontos reakciótípus, mellyel az – egyébként viszonylag kevéssé reakcióképes, ezért nehezen felhasználható – alkánokból reakcióképes, így könnyen továbbalakítható olefinek nyerhetők. Az alkének számos anyag, így az aldehidek, alkoholok, polimerek és aromás vegyületek előállításának a prekurzorai. A dehidrogénezést nagy léptékben használják a petrolkémiai iparban aromás vegyületek és sztirol előállítására. Ezek a reakciók nagy mértékben endotermek, 500 °C-on vagy magasabb hőmérsékleten mennek végbe. Dehidrogénezéssel a telített zsírok telítetlen zsírokká alakulnak. A dehidrogénezést katalizáló enzimeket dehidrogenázoknak nevezzük.

## A reakciók osztályozása
A dehidrogénezésnek – különösen szerves vegyületek esetében – több típusa is ismert:
- A jellemző aromatizációs reakció során egy hattagú aliciklusos gyűrű, például ciklohexén hidrogénakceptorok jelenlétében aromás vegyületté alakítható. A kén és szelén promoterként használható a folyamat során. Laboratóriumban kinonok, főként 5,6-diciano-2,3-diklór-1,4-benzokinon használatos hidrogénakceptorként.
- Az alkoholok ketonná és aldehiddé történő oxidációját fém katalizátorokkal, például réz-kromittal lehet elősegíteni. Az Oppenauer-oxidáció során az oxidáció úgy valósul meg, hogy az alkoholról hidrogén kerül át aldehidre vagy ketonra.
- Az aminok nitrillé történő dehidrogénezése különféle reagensek, például jód-pentafluorid (IF5) segítségével történhet.
- Paraffinek és olefinek dehidrogénezése – paraffinek, például az n-pentán és az izopentán króm(III)-oxid katalizátorral 500 °C hőmérsékleten penténné és izopenténné alakítható.

## Példák
Az egyik legnagyobb léptékben végzett dehidrogénezési reakció a sztirol előállítása etilbenzol dehidrogénezésével. Katalizátorként jellemzően vas(III)-oxidot használnak, melybe promoterként több százalék kálium-oxidot vagy kálium-karbonátot adagolnak.
C6H5CH2CH3    →  C6H5CH=CH2 + H2
A formaldehidet iparilag a metanol katalitikus oxidációjával állítják elő, mely formálisan dehidrogénezésnek is tekinthető, melyben a O2 az akceptor. A leggyakoribb katalizátorok a fémezüst vagy vas- és molibdén- vagy vanádium-oxidok keveréke. Az elterjedten használt formox eljárás során kb. 250–400 °C hőmérsékleten, molibdénnel és/vagy vanádiummal kombinált vas-oxid jelenlétében reagáltatják a metanolt oxigénnel, ekkor az alábbi egyenlet szerint formaldehid keletkezik:
2 CH3OH + O2  →  2 CH2O + 2 H2O
A paraffin szénhidrogének katalitikus dehidrogénezése fokozatosan nőtt az elmúlt évek során. A könnyű olefinek – például a butének – fontos alapanyagai a polimerek, üzemanyag-adalékok és számos egyéb petrolkémiai termék szintézisének. A krakkolási eljárások, különösen a fluidágyas katalitikus krakkolás és a gőzkrakkolás nagy tisztaságú monoolefineket, például 1-butént vagy butadiént szolgáltatnak. A fenti eljárások mellett azonban jelenleg több kutatás is folyik alternatív módszerek, például oxidatív dehidrogénezés (ODH) fejlesztésére. Ennek két oka is van: egyrészt a nagy hőmérséklet miatt nemkívánatos reakciók is lejátszódnak, kokszkiválást és a katalizátor deaktiválódását okozva, ami szükségessé teszi a katalizátor gyakori regenerálását. Másrészt ezek a folyamatok nagy mennyiségű hőt és nagy reakcióhőmérsékletet igényelnek. Az n-bután oxidatív dehidrogénezése a klasszikus dehidrogénezési, gőzkrakkolási vagy fluid katalitikus krakkolási folyamat alternatívája.
- Bután
- Butén
- Ciklohexán
- Propán[6]

## Homogén katalízis
Bár ipari jelentőséggel nem rendelkezik, de az alkánok dehidrogénezése homogén katalitikus reakciókkal is elvégezhető, ebben különösen hatékonyak a pincer-komplexek.
Kifejlesztették a szilánok dehidrogénezéses kapcsolási reakcióját is.
n PhSiH3   →   [PhSiH]n  +  n H2
Az aminoboránok dehidrogénezése is hasonló reakció. Ez az eljárás egy időben a hidrogéntárolás egyik lehetséges módjaként keltette fel az érdeklődést.

## Fordítás
Ez a szócikk részben vagy egészben  a   Dehydrogenation című angol Wikipédia-szócikk ezen változatának fordításán alapul.  Az eredeti cikk szerkesztőit annak laptörténete sorolja fel. Ez a jelzés csupán a megfogalmazás eredetét és a szerzői jogokat jelzi, nem szolgál a cikkben szereplő információk forrásmegjelöléseként.